# Bonga (Éthiopie)
Pour les articles homonymes, voir Bonga.
Bonga est une ville d'Éthiopie située à une centaine de kilomètres au sud-ouest de Jimma. Bonga compte 20 858 habitants au recensement de 2007. Elle est depuis 2021 la capitale de la région Éthiopie du Sud-Ouest.

## Géographie
Bonga se trouve à un peu plus de 100 km de Jimma et à 455 km au sud-ouest d’Addis-Abeba.
Entourée par le woreda Gimbo et proche de la route principale Jimma-Mizan, elle est au départ d'une route vers Telo et Amaya dans le woreda spécial Konta.
Bonga est une place importante du commerce du miel, du café et de la cardamome[réf. souhaitée].

## Histoire
Bonga, qui a le statut de woreda au moins depuis 2007, était à l’origine une partie du woreda Gimbo. Elle  est depuis longtemps la capitale de la zone Keffa et devient en 2021 la capitale de la région Éthiopie du Sud-Ouest nouvellement créée.

## Démographie
D'après le recensement national de 2007 réalisé par l'Agence centrale de la statistique (Éthiopie), Bonga compte 20 858 habitants et toute sa population est urbaine.
La majorité des habitants (73 %) sont orthodoxes, 11 % sont musulmans, 10 % sont protestants et 6 % sont catholiques.
En 2022, sa population est estimée à 56 045 personnes avec une densité de population d'environ 4 090 personnes personnes par km2 et 13,7 km2 de superficie,.